# Aix (nymf)
Aix (grekiska: Αιξ) var antingen en get eller en nymf i grekisk mytologi. Hennes namn betyder "get" på grekiska och hon troddes ibland vara samma person som Amaltheia, geten (eller nymfen) som ammade Zeus som barn.
Aix var gift med guden Pan, men blev förförd av Zeus och födde honom sonen Agipan.